# Montréal (castello)
Montréal era un castello crociato sito nella parte orientale del Wadi Araba, costruito sul fianco di una montagna rocciosa di forma conica. Le rovine di Montréal, detto in arabo Shobak o Shawbak, si trovano attualmente nel territorio giordano.

## Storia
Il castello fu edificato nel 1115 dal re Baldovino I di Gerusalemme durante una spedizione in quell'area, che gli valse tra l'altro la conquista di ʿAqaba, sul Mar Rosso (1116). 
Proprio per onorare l'interessamento diretto del sovrano nella sua costruzione, il castello fu originariamente chiamato Mons Regalis ("Monte Reale") o Krak de Montréal. Per ragioni strategiche fu ubicato su una collina affacciata sulla piana di Edom, lungo le rotte dei pellegrini e delle carovane che muovevano dalla Siria verso l'Arabia. Questa posizione permetteva a Baldovino di controllare i commerci di tutta la regione, poiché pellegrini e mercanti erano tenuti a chiedere speciali autorizzazioni per attraversarla. Inoltre, Montréal era circondato da terreni relativamente fertili ed era dotato di due cisterne che furono scavate nella collina, con una lunga e ripida scalinata che conduceva alle sorgenti che sgorgavano dall'interno dell'altura stessa.
Montréal rimase proprietà della famiglia reale del Regno di Gerusalemme fino al 1142, quando divenne parte della Signoria d'Oltregiordano. Ma proprio in questa fase, il centro della Signoria venne spostato a Kerak, una fortezza più solida e meglio difendibile che sorgeva a nord di Montréal. Insieme a Kerak, il castello era tenuto a fornire all'esercito regio sessanta cavalieri.

### Rinaldo di Chatillon e la caduta di Montréal
Montréal fu retto da Filippo di Milly, poi passò alla figlia Stefania, che lo portò in dote al marito Rinaldo di Châtillon, ex Principe d'Antiochia. Rinaldo usò il castello come base per attaccare le ricche carovane commerciali che transitavano nella regione, contravvenendo alla tregua sottoscritta tra crociati e Saladino. E sempre a Montréal fece costruire navi che fece poi trasportare via terra fino al Mar Rosso, con l'intento di colpire direttamente Mecca.
Questo atteggiamento irritò profondamente il sultano ayyubide Saladino, che per ritorsione invase il regno nel 1187. Ne derivò una catena di eventi che portarono alla disastrosa sconfitta di Battaglia di Hattin e alla caduta di Gerusalemme nelle mani dei musulmani. 

Dopo aver ucciso personalmente Rinaldo di Châtillon dopo la vittoria di Ḥaṭṭīn, Saladino mosse contro Montréal, che fu assediata alla fine dello stesso anno. Data la sua ubicazione in collina, il sultano non poté impiegare macchine belliche e l'assedio si protrasse per quasi due anni, durante i quali gli assediati – dicono le fonti dell'epoca – furono costretti a vendere mogli e figli in cambio di cibo. L'episodio è riportato anche a proposito dell'assedio di Kerak. Quando la fortezza cadde, nel maggio del 1189, le famiglie dei difensori furono restituite loro sane e salve. 

Con l'invasione dei Mamelucchi anche Montréal fu conquistata e ricostruita.

## Montreal oggi

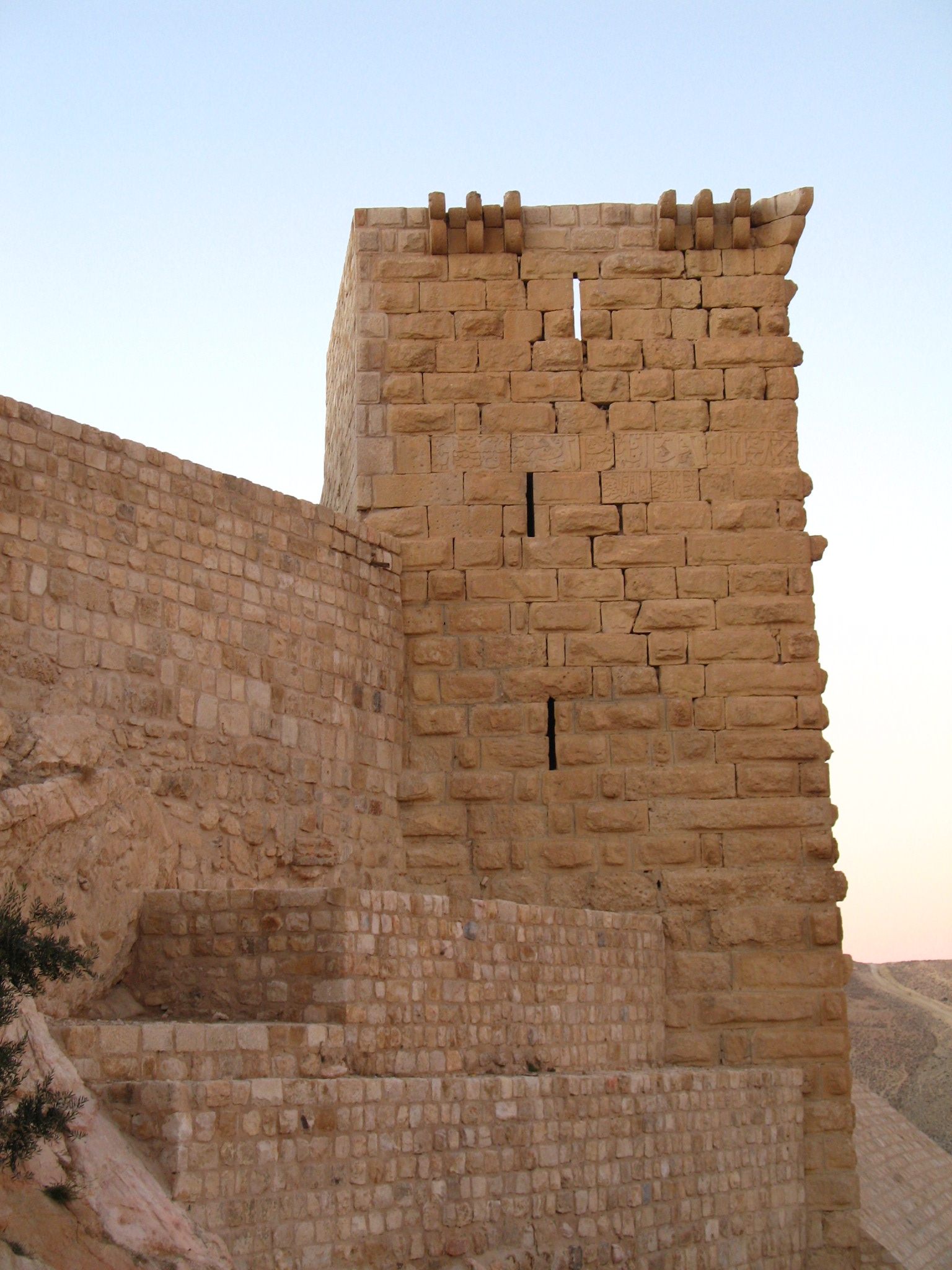
Particolare del castello di Montréal

Ciò che resta delle originali fortificazioni crociate rappresenta infatti solo una piccola parte del complesso. Il sito non è mai stato completamente scavato, per cui non tutto è stato riportato alla luce. Le torri e le mura originali sono decorate con iscrizioni incise nella pietra che datano alle ristrutturazioni mamelucche del XIV secolo, mentre gli ambienti interni sono prevalentemente ridotti in rovina.

### Il progetto Shawbak
Il castello è attualmente affidato agli studi di un'équipe archeologica italiana dell'Università di Firenze.